# Billy Burke (bombero)
Billy Francis Burke Jr. (Nueva York, 9 de marzo de 1955 - Nueva York, 11 de septiembre de 2001) fue un capitán de bomberos, anterior subjefe, del Departamento de Bomberos de la Ciudad de Nueva York que perdió la vida, junto a cientos de compañeros, en el derrumbe de las Torres Gemelas, tratando de salvar a los civiles que se encontraban atrapados o en las plantas superiores de los edificios.
El 11 de septiembre de 2001, Burke, capitán del autobomba 21, acudió junto el resto de su equipo a la llamada de emergencia lanzada tras el impacto de un avión contra la Torre Norte del World Trade Center. Junto a otros compañeros subió andando varios pisos tratando de mandar a los empleados escaleras abajo hacia un lugar seguro. 
El capitán de bomberos Jay Jonas estaba con Burke a las 9:59 horas, cuando sintieron que su torre temblaba como consecuencia del derrumbe de la vecina Torre Sur. Dada la situación, Burke comentó con Jonas que la situación, insostenible, podía complicarse aún más y que si una torre pudo ceder, la otra podía hacerlo al poco tiempo. Esa decisión llevó a casi todos los bomberos a ordenar la evacuación en el interior de las unidades, mientras desde el exterior, los mandos trataban sin éxito contactar con los hombres adentro.
El teniente de bomberos Gregg Hansson conoció a Burke por primera vez la mañana del ataque y fue la última persona superviviente que le vio con vida. Llegó a describir que la decisión de Burke le salvó de morir aquel día. Hansson se encontraba en la planta 27 con los civiles Ed Beyea, un hombre parapléjico que trabajaba como programador para Empire Blue Cross y Blue Shield, y el amigo de este, Abraham Zelmanowitz. Sabiendo que el edificio se iba a derrumbar era inminente, y sabiendo que estaba sacrificando su propia vida, ordenó a Hansson que abandonara cuanto antes la torre, haciéndose él cargo de la situación de los dos hombres.